# 新福島駅
新福島駅（しんふくしまえき）は、大阪府大阪市福島区福島五丁目にある、西日本旅客鉄道（JR西日本）JR東西線の駅である。駅番号はJR-H45。駅シンボルは、「平家物語」に記されている逆櫓の松の故事に因み、「逆櫓の松」である。駅カラーは若緑である。

## 近接する鉄道駅および路線
- 西日本旅客鉄道（JR西日本）：大阪環状線 福島駅
当駅とは別駅扱いであり、通過連絡等の特例は設けられていない。
- 阪神電気鉄道：本線 福島駅
なにわ筋を挟んで向かい（東側）にある地下駅だが、地下では繋がっておらず、一度地上に出る必要がある。なお、両隣の駅も阪神の駅に接続（北新地駅が大阪梅田駅に、海老江駅が野田駅に）しており、そちらの方が停車する速達列車の本数が多い。
- 京阪電気鉄道：中之島線 中之島駅
南へ約600メートル、玉江橋を渡り徒歩約5分[4]。

## 歴史
- 1996年（平成8年）5月16日：駅名を「新福島駅」に決定。仮駅名は大阪環状線と同じ「福島駅」であった[5]。
- 1997年（平成9年）3月8日：JR東西線の尼崎駅 - 京橋駅間の全線開通と同時に開業[2]。Jスルーが導入される[2]。
- 2003年（平成15年）11月1日：ICカード「ICOCA」の利用が可能となる[6]。
- 2011年（平成23年）3月8日：JR宝塚・JR東西・学研都市線運行管理システム導入。接近メロディ導入。
- 2018年（平成30年）3月17日：駅ナンバリングが導入される。
- 2020年（令和2年）12月1日：JR西日本交通サービスによる業務委託駅となる。

## 駅構造
島式ホーム1面2線を持つ地下駅。8両編成対応。京橋方にはポイント設置準備工事がされている。改札口は1か所のみ。トイレは改札内奥。地上への出入口は浄正橋交差点付近に2か所、福島西通交差点付近に1か所。エレベーター・エスカレーターの他に、車椅子専用リフトが設けられている。
JR西日本交通サービスによる業務委託駅（北新地駅の被管理駅）かつICOCA利用可能駅（相互利用可能ICカードはICOCAの項を参照）。

### のりば
| のりば | 路線     | 方向 | 行先                     |
| ------ | -------- | ---- | ------------------------ |
| 1      | JR東西線 | 下り | 尼崎・宝塚・三ノ宮方面   |
| 2      | JR東西線 | 上り | 北新地・京橋・四条畷方面 |

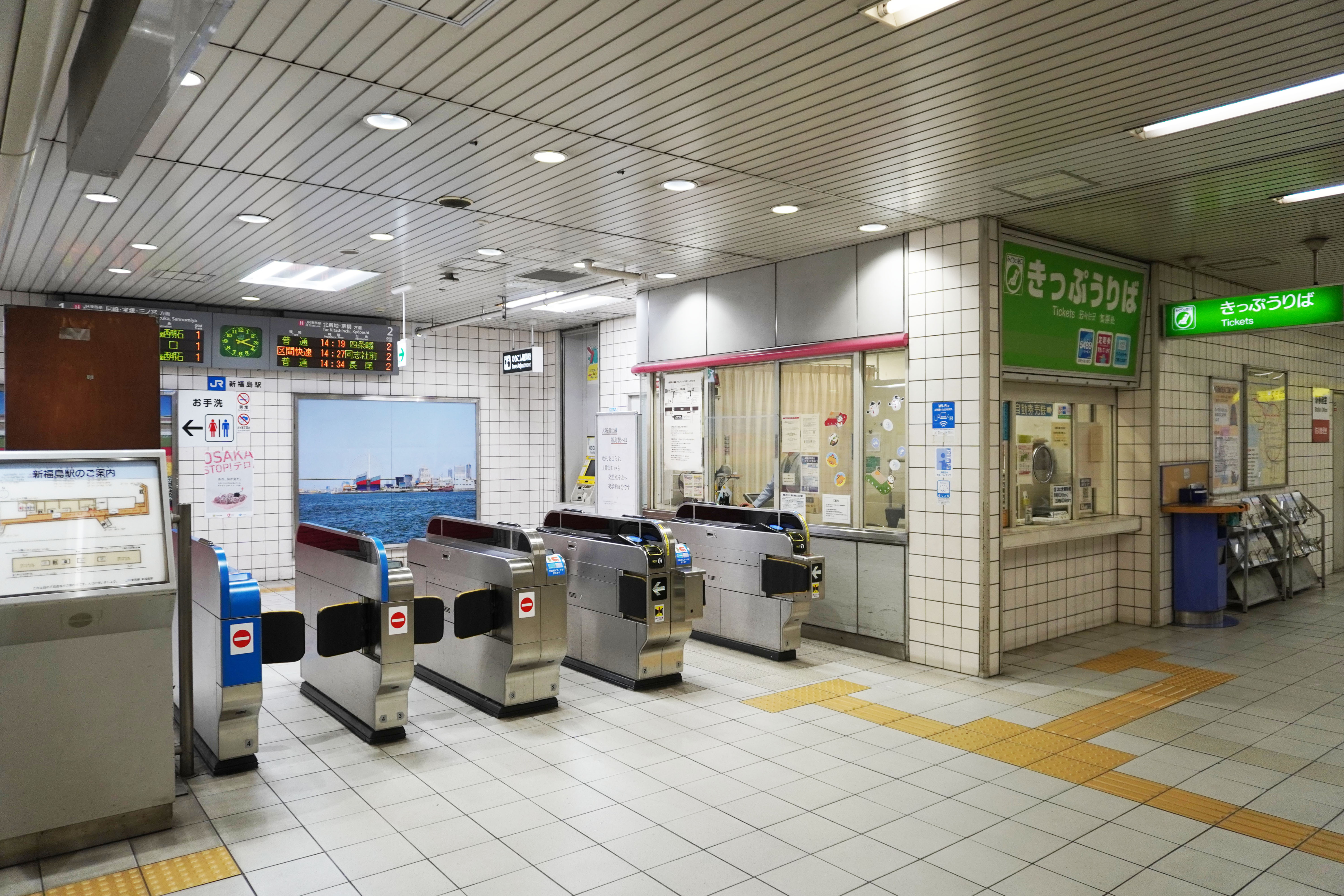
改札口（2023年2月）
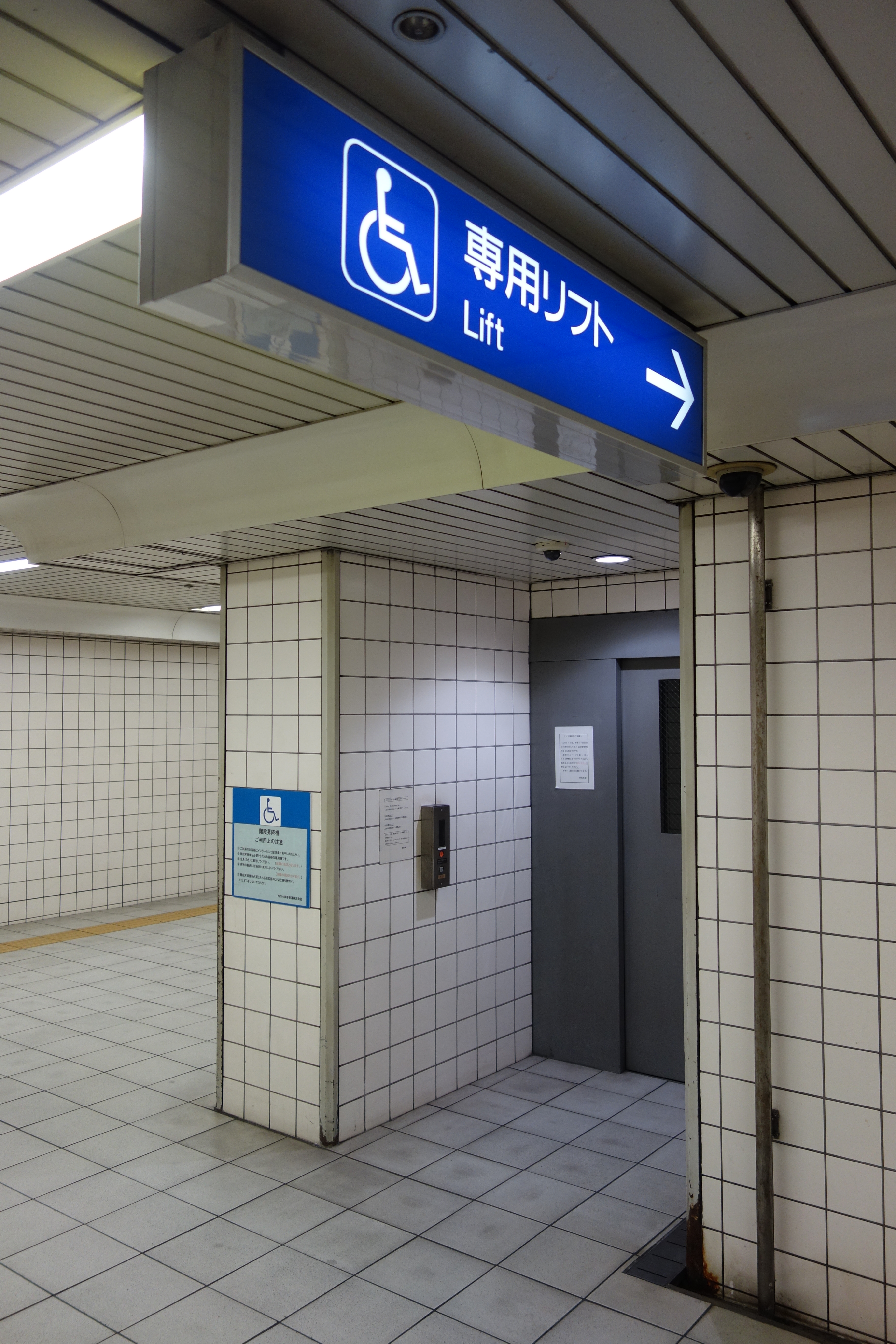
車椅子専用リフト（2014年9月）
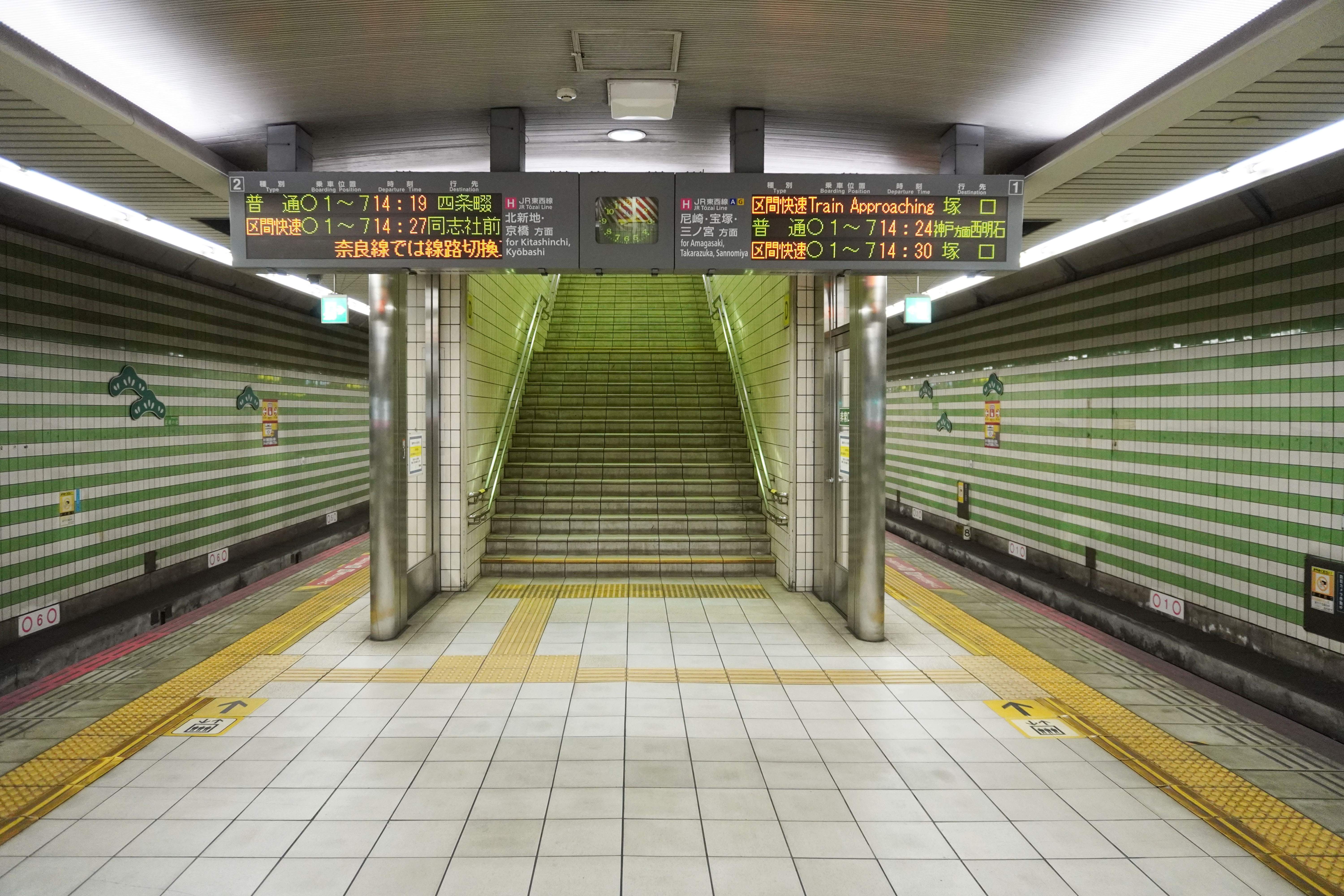
ホーム（2023年2月）

## 利用状況
2023年（令和5年）度の1日平均乗車人員は9,038人である。
開業後各年度の1日平均乗車人員は下表の通り。
| 年度               | 1日平均 乗車人員 | 増減率 | 定期利用状況 | 定期利用状況 | 出典          |
| 年度               | 1日平均 乗車人員 | 増減率 | 1日平均      | 定期率       | 出典          |
| ------------------ | ---------------- | ------ | ------------ | ------------ | ------------- |
| 1997年（平成09年） | 5,581            |        | 3,237        | 58.0%        | [ 大阪府 1 ]  |
| 1998年（平成10年） | 6,283            | 12.6%  | 3,805        | 60.6%        | [ 大阪府 2 ]  |
| 1999年（平成11年） | 6,610            | 5.2%   | 4,004        | 60.6%        | [ 大阪府 3 ]  |
| 2000年（平成12年） | 6,909            | 4.5%   | 4,243        | 61.4%        | [ 大阪府 4 ]  |
| 2001年（平成13年） | 7,062            | 2.2%   | 4,401        | 62.3%        | [ 大阪府 5 ]  |
| 2002年（平成14年） | 7,201            | 2.0%   | 4,581        | 63.6%        | [ 大阪府 6 ]  |
| 2003年（平成15年） | 7,502            | 4.2%   | 4,821        | 64.3%        | [ 大阪府 7 ]  |
| 2004年（平成16年） | 7,855            | 4.7%   | 5,161        | 65.7%        | [ 大阪府 8 ]  |
| 2005年（平成17年） | 7,871            | 0.2%   | 5,238        | 66.5%        | [ 大阪府 9 ]  |
| 2006年（平成18年） | 8,094            | 2.8%   | 5,366        | 66.3%        | [ 大阪府 10 ] |
| 2007年（平成19年） | 8,462            | 4.5%   | 5,609        | 66.3%        | [ 大阪府 11 ] |
| 2008年（平成20年） | 8,746            | 3.4%   | 5,800        | 66.3%        | [ 大阪府 12 ] |
| 2009年（平成21年） | 8,541            | -2.3%  | 5,666        | 66.3%        | [ 大阪府 13 ] |
| 2010年（平成22年） | 8,755            | 2.5%   | 5,844        | 66.8%        | [ 大阪府 14 ] |
| 2011年（平成23年） | 8,932            | 2.0%   | 6,007        | 67.3%        | [ 大阪府 15 ] |
| 2012年（平成24年） | 8,952            | 0.2%   | 5,981        | 66.8%        | [ 大阪府 16 ] |
| 2013年（平成25年） | 8,966            | 0.2%   | 6,017        | 67.1%        | [ 大阪府 17 ] |
| 2014年（平成26年） | 9,014            | 0.5%   | 5,982        | 66.4%        | [ 大阪府 18 ] |
| 2015年（平成27年） | 9,368            | 3.9%   | 6,200        | 66.2%        | [ 大阪府 19 ] |
| 2016年（平成28年） | 9,787            | 4.5%   | 6,403        | 65.4%        | [ 大阪府 20 ] |
| 2017年（平成29年） | 9,899            | 1.1%   | 6,529        | 66.0%        | [ 大阪府 21 ] |
| 2018年（平成30年） | 10,218           | 3.2%   | 6,713        | 65.7%        | [ 大阪府 22 ] |
| 2019年（令和元年） | 10,430           | 2.1%   | 6,859        | 65.8%        | [ 大阪府 23 ] |
| 2020年（令和02年） | 8,312            | -20.3% | 5,901        | 71.0%        | [ 大阪府 24 ] |
| 2021年（令和03年） | 8,008            | -3.7%  | 5,449        | 68.0%        | [ 大阪府 25 ] |
| 2022年（令和04年） | 8,580            | 7.1%   | 5,595        | 65.2%        | [ 大阪府 26 ] |
| 2023年（令和05年） | 9,038            | 5.3%   | 5,783        | 64.0%        | [ 大阪府 27 ] |

## 駅周辺
- 大阪高等・地方・区検察庁（大阪中之島中央合同庁舎）
- ザ・シンフォニーホール
- 日本郵便 大阪福島駅前郵便局
- 大阪国際会議場
- 福島天満宮
- 西善寺
- 福泉寺
- リーガロイヤルホテル
- ラグザ大阪
- ホテル阪神大阪 / ホテル阪神アネックス大阪
- 関西電力病院
- 地域医療機能推進機構大阪病院（旧：大阪厚生年金病院）
- ほたるまち 福島1丁目 再開発地区
  - 朝日放送グループホールディングス本社（新社屋）
  - 堂島リバーフォーラム
  - ABCホール
- 国立国際美術館
- 国道2号（曽根崎通）

### バス路線
最寄停留所は福島西通、浄正橋、ホテル阪神となる。以下の路線が乗り入れ、大阪シティバスおよび阪神バスにより運行されている。
福島西通
- 大阪シティバス
  - 39号系統：新大阪駅北口 / 野田阪神前
  - 55号系統：大阪駅前 / 鶴町四丁目
  - 56号系統：大阪駅前 / 酉島車庫前

浄正橋 / ホテル阪神

## 隣の駅
西日本旅客鉄道（JR西日本）
 JR東西線
■快速・■区間快速・■普通（全てJR東西線内各駅停車）
北新地駅 (JR-H44) - 新福島駅 (JR-H45) - 海老江駅 (JR-H46)

### 記事本文

### 利用状況
1. ↑  大阪府統計年鑑 - 大阪府
2. ↑  大阪市統計書 - 大阪市

#### 大阪府統計年鑑
1. ↑  大阪府統計年鑑（平成10年） (PDF)
2. ↑  大阪府統計年鑑（平成11年） (PDF)
3. ↑  大阪府統計年鑑（平成12年） (PDF)
4. ↑  大阪府統計年鑑（平成13年） (PDF)
5. ↑  大阪府統計年鑑（平成14年） (PDF)
6. ↑  大阪府統計年鑑（平成15年） (PDF)
7. ↑  大阪府統計年鑑（平成16年） (PDF)
8. ↑  大阪府統計年鑑（平成17年） (PDF)
9. ↑  大阪府統計年鑑（平成18年） (PDF)
10. ↑  大阪府統計年鑑（平成19年） (PDF)
11. ↑  大阪府統計年鑑（平成20年） (PDF)
12. ↑  大阪府統計年鑑（平成21年） (PDF)
13. ↑  大阪府統計年鑑（平成22年） (PDF)
14. ↑  大阪府統計年鑑（平成23年） (PDF)
15. ↑  大阪府統計年鑑（平成24年） (PDF)
16. ↑  大阪府統計年鑑（平成25年） (PDF)
17. ↑  大阪府統計年鑑（平成26年） (PDF)
18. ↑  大阪府統計年鑑（平成27年） (PDF)
19. ↑  大阪府統計年鑑（平成28年） (PDF)
20. ↑  大阪府統計年鑑（平成29年） (PDF)
21. ↑  大阪府統計年鑑（平成30年） (PDF)
22. ↑  大阪府統計年鑑（令和元年） (PDF)
23. ↑  大阪府統計年鑑（令和2年） (PDF)
24. ↑  大阪府統計年鑑（令和3年） (PDF)
25. ↑  大阪府統計年鑑（令和4年） (PDF)
26. ↑  大阪府統計年鑑（令和5年） (PDF)
27. ↑  大阪府統計年鑑（令和6年） (PDF)